# 东北弗里斯兰
东北弗里斯兰（西弗里斯兰语：Noardeast-Fryslân；荷兰语：Noordoost-Friesland）是荷兰北部弗里斯兰省的一个市镇。该市镇成立于2019年1月1日，由前市镇栋厄拉代尔、费尔韦德拉代尔和科吕默兰和新克勒伊斯兰合并而成。